# Дисперсність

Монодисперсність

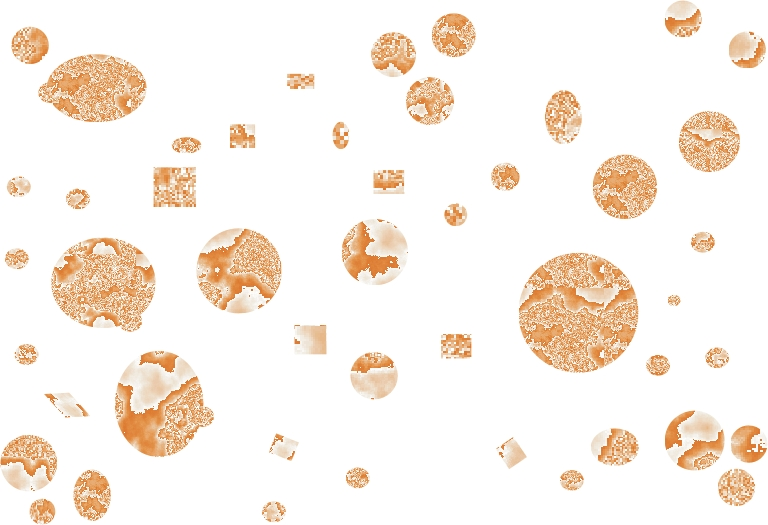
Полідисперсність

Рисунок кривих розподілу маси частинок за розмірами: 1 — монодисперсна система;
2 — полідисперсна система.
δ_{min}, δ_{max}, δ_{0} — відповідно мінімальний, максимальний та найбільш імовірний розмір частинок;
f(δ) — функція розподілу, частка обсягу (або маси) дисперсної фази, яка припадає на частинки з даним інтервалом розмірів, поділена на величину інтервалу.

Дисперсність (рос. дисперсность, англ. dust dispersability, dispersivity; range of particle dimensions, degree of dispersion; нім. Dispersionsgrad m, Dispersitätsgrad m, Dispersität f, Feinheit f, Verteilungsgrad m) — ступінь подрібнення речовини, характеристика розміру частинок в дисперсних системах. Термін широко застосовується в колоїдній хімії, переробці корисних копалин.

## Загальний опис
Дисперсність визначається відношенням загальної поверхні всіх частинок породи до їх сумарного об'єму або маси (питома поверхня частинок дисперсної фази) або оберненою величиною середнього розміру частинок породи. Полідисперсність визначається функцією розподілу частинок за розмірами або масою.
Синонім — ступінь дисперсності, міра дисперсності.

## Дотичні терміни в хімії
Гетеродисперсність (англ. heterodispersity) — стан (колоїдної та ін.) системи, коли всі частинки мають різний розмір.
Малодисперсна система — колоїдна система, в якій є тільки декілька розмірів частинок.
Полідисперсність (англ. polydispersity) — розподіл за масами частинок у системах, утворених шляхом механічного подрібнення чи в колоїдних фазах. Параметри та вигляд розподілу залежить від способу приготування чи фракціонування. У випадку полімерів характеризується відношенням середньовагової молекулярної маси до середньочислової молекулярної маси.